# 작 (제후)
작(胙)은 중국 주나라 시대의 제후국이다. 주나라 왕실과 동성으로, 주공 단의 자손에게 봉해졌다고 전해진다. 봉지는 지금의 허난성 옌진 현에 있었을 것으로 추정된다.

## 상세
전래문헌에는 단편적인 기록으로만 작나라의 존재가 전해진다. 《춘추좌씨전》 희공 24년조에
| “ | 옛날에 주공은 관숙·채숙이 불화한 것을 가슴 아프게 여겼습니다. 그러므로 친척을 봉건하여 주나라 왕실의 울타리로 삼았으니…(중략)… 범(凡)·장(蔣)·형(邢)·모(茅)·작(胙)·채(祭) 여섯 나라는 주공의 후손입니다. | ” |

이라 했다. 작나라의 위치에 대해서는 《속한서》 군국지의 주석과 《청일통지》 등을 바탕으로 해 허난성 옌진 현에 비정하고 있으나, 이상의 추정은 문헌자료에만 의존한 것으로 불확실하다.
다만, 작나라의 존재 자체는 확인할 수 있다. 응나라의 유적지에서 출토된 작백궤(柞伯簋) 명문을 볼 때 주공의 후손 작백(柞伯)이 존재함을 알 수 있다. 대개는 이 작백을 작나라의 제후로 여긴다. 작백정(柞伯鼎)의 명문에서는 또 다른 작백(柞伯)이 나타나는데, 이 작백 역시 대개의 중국 학자들은 이 작나라의 제후로 추정한다. 다만 작백이 괵중과 함께 채후를 통솔한 것으로 보아 작백을 주나라 왕의 직할지인 왕기 지역에서 파견된 인물로 보는 이설이 존재한다.